# 孔繼寧
孔继宁（1962年10月27日—），山東曲阜人，企業家，孔子家族後人，毛泽东外孙。

## 生平
父亲孔令华，母亲李敏，胞妹孔东梅。1962出生于北京市中南海。因生日与十月革命纪念日相近，祖父孔从洲与外祖父毛泽东共同为他取名“继宁”，意为继承列宁的事业。6个月大时，就被抱到了独居上海的外祖母贺子珍身边，童年时期频繁来往于京沪之间。后参军，进入中国人民解放军国际关系学院英语系学习。毕业后，到解放军总参谋部任职，先后派往中華人民共和国驻巴基斯坦大使馆和英国使馆任武官助理。1997年，因为其母身边缺人照顾，转业回北京。
转业后，孔继宁开始亮相媒体。2001年，孔继宁和母亲李敏成立了民族精神与中国发展研究中心并担任主任。2007年，主持中央电视台和湖南卫视播出的电视片纪录片《父辈的战争岁月》。